# Parafia Zwiastowania Najświętszej Maryi Panny w Perstuniu
Parafia Zwiastowania Najświętszej Maryi Panny w Perstuniu – rzymskokatolicka parafia znajdująca się w Perstuniu, w diecezji grodzieńskiej, w dekanacie Sopoćkinie, na Białorusi.

## Historia
W 1780 w Perstuniu została erygowana parafia unicka. Obecny kościół zbudowano w 1818. Po 1875 zamieniony przez władze carskie na cerkiew prawosławną. W lipcu 1919 powrócił do katolików, służąc od tej pory łacinnikom.
Podczas II wojny światowej kościół został uszkodzony przez Niemców. Pozostawał jednak czynny do lat 60. XX wieku, potem popadł w ruinę. W czasach Związku Socjalistycznych Republik Radzieckich parafia nie miała kapłana, a wierni sami gromadzili się w kościele na modlitwę. W 1990 kościół został wyremontowany i ponownie służy celom liturgicznym.